# Берли, Вальтер
Вальтер Берли (нем. Walter Beerli; родился 23 июля 1928 года) — швейцарский футболист, игравший на позиции нападающего. Выступал за команды «Янг Бойз», «Янг Феллоуз Цюрих», «Цюрих» и «Люцерн». 
В составе сборной Швейцарии сыграл 1 матч — участник чемпионата мира 1950 года.

## Карьера
Вальтер Берли начинал футбольную карьеру в клубе «Янг Бойз». В сезоне 1949/50 он забил 30 голов во втором дивизионе Швейцарии, став лучшим бомбардиром, и помог команде выйти в первый дивизион. В сезоне 1950/51 Вальтер забил 17 голов за «Янг Бойз», а его команда заняла 7-е место в чемпионате. 
В сезоне 1953/54 он защищал цвета команды «Янг Феллоуз Цюрих», забив во втором дивизионе 15 мячей. В 1954 году нападающий перешёл в «Цюрих» и стал лучшим бомбардиров команды в сезоне 1954/55, отличившись 11 голами.
C 1955 года выступал за «Люцерн» и в первом же сезоне забил 22 гола во втором дивизионе. В 1960 году Вальтер выиграл с командой кубок страны, обыграв в финале «Гренхен» со счётом 1:0. В том же году он был участником первого розыгрыша Кубка обладателей кубков УЕФА, сыграв в обоих матчах против итальянской «Фиорентины». В первом матче «Люцерн» проиграл 0:3, а на выезде уступил со счётом 6:2.
В составе сборной Швейцарии Берли провёл один официальный матч, дебютировав 11 июня 1950 года в товарищеском матче против Югославии. В том же году Вальтер отправился со сборной на чемпионат мира в Бразилию. На турнире Берли был резервным игроком, поэтому не сыграл ни одного матча — его команда заняла только третье место и не смогла выйти в финальную часть чемпионата.

## Достижения
«Люцерн»
- Обладатель Кубка Швейцарии: 1959/60